# David A. Garvin
David Alan Garvin (* 12. Mai 1952 in New York City; † 30. April 2017 in Lexington, Massachusetts) war ein US-amerikanischer Wirtschaftswissenschaftler an der Harvard Business School in Boston, Massachusetts.

## Leben
David A. Garvin war seit 1979 Professor für Betriebswirtschaftslehre an der Harvard Business School in Boston und unterrichtete dort Führung, Allgemeines Management und Operations Management. Als Berater war er tätig u. a. für Amyris, Biogen Idec, Booz Allen Hamilton, Frito-Lay, Gillette, LL Bean, 3M, Mahindra & Mahindra, Mitsubishi, Morgan Stanley, Mueller, Novartis, PPG, relx, Seagate, Stryker und dem U.S. Forest Service.
Bevor er an die Harvard Business School kam, arbeitete er für die Federal Trade Commission und Sloan Commission on Government and Higher Education tätig.
Seine wissenschaftlichen Schwerpunkte waren Allgemeines Management und strategische Veränderungen mit dem Fokus auf Geschäfts- und Managementprozesse, Organisationales Lernen und die Gestaltung und Führung von großen, komplexen Organisationen.

## Ausbildung und Studium
Nach dem Abschluss des Studiums am Harvard College mit dem Bachelor 1974 erhielt er 1979 den Doktorgrad (Ph. D.) am MIT.

## Beruf

### Beschäftigung an der Harvard Business School, Boston, MA
Von 1979 bis 1984 war Garvin als Assistenzprofessor für Betriebswirtschaftslehre an der Harvard Business School tätig und arbeitete dort von 1984 bis 1998 als Privatdozent für Betriebswirtschaftslehre weiter. Daraufhin lehrte er von 1989 bis 1990 Betriebswirtschaftslehre und war weiterhin als Dozent beschäftigt.

## Auszeichnungen und Mitgliedschaften

### Auszeichnungen
Neben vielen Auszeichnungen und Ehrungen wurde Garvin auch oftmals in Zeitungen zitiert, darunter in der New York Times, Wall Street Journal, Financial Times, Los Angeles Times, Economist, Business Week, Fortune und der Fast Company.
- 1981: McKinsey Award, Erster Platz für den besten Artikel des „Harvard Business Review“-Magazins
- 1982: McKinsey Award, Erster Platz für den besten Artikel des „Harvard Business Review“-Magazins
- 1991: Finalist beim Internationalen Film- und Fernsehfestival in New York
- 1993: McKinsey Award, Zweiter Platz für den besten Artikel des „Harvard Business Review“-Magazins
- 1998: Richard Beckhard Gedenkpreis für den besten Sloan Management Rezensionsartikel über die Organisationsentwicklungsplanung
- 2003: Smith-Weld Preis für den besten Harvard Magazine Artikel über die Universität
- 2005: Robert F. Greenhill Award in der Sparte Dienstleistung der Harvard Business School
- 2016: Greenhill Service Award, Harvard Business School

## Mitgliedschaften
- 1973: Phi Beta Kappa[7]
- 1975–77: National Science Foundation
- 1978: Sloan Stiftung

## Werke und Publikationen
David A. Garvin war Autor und Co-Autor von zehn Büchern, mehr als fünfunddreißig Artikeln, darunter sein erfolgreichster Artikel „The Art of Giving and Receiving Advice“, acht CD-ROMs und Videoaufnahmen und mehr als siebzig Fallstudien der Harvard Business School.

## Bücher
- Datar, Srikant M., David A. Garvin, and Patrick Cullen. Rethinking the MBA: Business Education at a Crossroads. Boston: Harvard Business Press, 2010
- Garvin, David A. General Management: Processes and Action: Text and Cases, Boston: McGraw-Hill, 2002
- Garvin, David A. Learning in Action: A Guide to Putting the Learning Organization to Work, Boston: Harvard Business School Press, 2000
- Garvin, David A. Operations Strategy: Text and Cases. Englewood Cliffs, NJ: Prentice Hall, 1991
- Christensen, C. R., David A. Garvin, and A. Sweet, eds. Education for Judgment: The Artistry of Discussion Leadership, Boston: Harvard Business School Press, 1991
- Garvin, David A. Managing Quality: The Strategic and Competitive Edge, Free Press, 1988
- Garvin, David A. Cases in Business Decision-Making (with Education Development Center, Inc.), Dryden Press, 1987
- Sasser, W. Earl, Kim B. Clark, David A. Garvin, Margaret B.W. Graham, Ramchandran Jaikumar, and David H. Maister. Cases in Operations Management: Strategy and Structure, Richard D. Irwin, 1982
- Sasser, W. Earl, Kim B. Clark, David A. Garvin, Margaret B.W. Graham, Ramchandran Jaikumar, and David H. Maister. Cases in Operations Management: Analysis and Action, Richard D. Irwin, 1982
- Garvin, David A. The Economics of University Behavior, Academic Press, 1980

## Videos und Multimedia (Auswahl)
- Interview mit Edward Stroz and Eric Friedberg, Co-Presidents der Stroz Friedberg, Harvard Business School Video Anhang 312-711, November 2011
- Interview mit Ganesh Natarajan, CEO der Zensar, Harvard Business School Video Anhang 312-706, October 2011
- Interview mit Jack Hughes, Founder und Chairman der Top Coder, Harvard Business School Video Anhang 312-708, October 2011
- Interview mit Raj Datta, ehemaliger Hauptfunktionär des Mind Tree Unternehmens, Harvard Business School Video Anhang 312-704, August 2011
- Interview mit John Fahey, Präsident und CEO der National Geographic Gemeinschaft, Harvard Business School Video Anhang 312-702, August 2011
- Creating Competitive Advantage Through Organizational Learning, Electronic, Harvard Business School Publishing Class Lecture 418XC, 2003
- American Express: Interview mit Harvey Golub, Harvard Business School Video Anhang 301-803, Oktober 2000
- Serengeti Eyewear: Interview mit Zaki Mustafa, Harvard Business School Video Anhang 394-525, Juni 1994.
- Boeing 767: PTQ (“Put Together Quick”), Harvard Business School Video Anhang 888-519, Juni 1988
- Lehrhilfsprogramm: The Case Method, Video. Education Development Center, Inc., 1987